# 이재무
이재무(1958년 ~ )는 대한민국의 시인이다. 현재 서울디지털대학교의 교수이다.

## 생애
1958년 충청남도 부여군에서 태어났다. 한남대학교 국문학과를 졸업하고, 동국대학교 국문학과 석사과정을 수료하였다. 1983년 《삶의문학》, 《문학과사회》 등을 통해 작품 활동을 시작하였다.

## 수상
- 2002년: 제2회 난고문학상 수상
- 2005년: 제15회 편운문학상 우수상 수상
- 2006년: 제1회 윤동주 시상 수상
- 2012년: 제27회 소월시문학상 대상 수상
- 2015년: 제2회 풀꽃문학상 본상 수상
- 2017년: 제3회 송수권 시문학상 본상 수상
- 2019년: 제17회 유심작품상 시부문 수상
- 2020년: 제17회 이육사 문학상 수상
- 2021년: 자랑스러운 한남인상 수상
- 2024년: 제 회 정지용문학상 수상

## 작품
★ 시집 ★
•섣달그믐(1987 청사)
•온다던 사람 오지 않고(1990 문학과지성사)
•벌초(1992 실천문학사)
•몸에 피는 꽃(1996 창작과비평사)
•시간의 그물(1997 문학동네)
•위대한 식사(2002 세계사)
•푸른 고집(2004 천년의시작)
•저녁 6시(2007 창작과비평사)
•누군가 나를 울고 있다면(2007 화남)
•경쾌한 유랑(2011 문학과지성사)
•주름 속의 나를 다린다(2013 지식을 만드는 지식)
•슬픔에게 무릎을 꿇다(2014 실천문학사)
•슬픔은 어깨로 운다(2017 천년의시작)
•데스밸리에서 죽다(2020 천년의시작)
•즐거운 소란(2022 천년의시작)
•한 사람이 있었다(2022 열림원)

★ 시선집 ★
•오래된 농담(2008 북인)
•길 위의 식사(2012 문학사상)
•얼굴(2018 천년의시작)

★ 시평집 ★
•사람들 사이에 꽃이 핀다면(2005 화남)
★ 산문집 ★
•생의 변방에서(2003 화남)
•세상에서 제일 맛있는 밥(2010 화남)
•집착으로부터의 도피(2016 천년의시작)
•쉼표처럼 살고 싶다(2019 천년의시작)
•괜히 열심히 살았다(2022 천년의시작)

★ 공저 ★
•우리 시대의 시인 신경림을 찾아서(2002 웅진닷컴)
•긍정적인 밥(2004 화남)
★ 편저 ★
•대표시,대표평론Ⅰ·Ⅱ